# Fortunato Cerlino
Fortunato Cerlino (Napoli, 17 giugno 1971) è un attore italiano.

## Biografia
Si diploma nel 1991 all'Accademia d'arte drammatica della Calabria diretta da Alvaro Piccardi e Luciano Lucignani. Già nel 1990 riceve l'attestato di triennio dell'Accademia del Teatro Diana a Napoli, diretta da Guglielmo Guidi. Negli anni novanta sono innumerevoli i viaggi all'estero per studi e seminari di improvvisazione e impostazione vocale e del linguaggio del corpo. Nel 1995 è intrattenitore presso Harrods a Londra. Nel 2000 fa parte del progetto Cechov diretto da Anton Milenin. Nel 2006, presso il Centro Teatrale Santa Cristina, partecipa alla Scuola di perfezionamento diretta da Luca Ronconi.
Nutrito il suo curriculum teatrale: tra i suoi tanti lavori si ricordano nel 2007 la trasposizione di Fahrenheit 451 di Ray Bradbury, con la regia di Luca Ronconi, e nel 2011 Se non ci sono altre domande, con la regia di Paolo Virzì al Teatro Eliseo di Roma. Dal 1990 inizia anche a scrivere per il teatro e a curare la regia di numerosi spettacoli, tra cui Potevo far fuori la Merkel... e Edipo a Terzigno.
Per quanto riguarda la televisione, nel 2000 partecipa a Francesca e Nunziata, con la regia Lina Wertmüller. Nel 2001 è nel cast de La squadra. Nel 2007 è nel cast di Mogli a pezzi, diretto da Alessandro Benvenuti. Nel 2009 prende parte a Distretto di polizia 9, con la regia di Alberto Ferrari e a R.I.S. Roma - Delitti imperfetti e l'anno successivo a Distretto di polizia 10.
Nel 2014 viene scelto per il ruolo di don Pietro Savastano nella serie Gomorra, serie evento di Sky, che lo porterà al definitivo successo. Nel 2015 è guest star nella sitcom Il candidato, con Filippo Timi, trasmesso dalla Rai, e partecipa alla serie internazionale I medici, per la regia di Sergio Mimica-Gezzan. Nel 2016 gira Britannia, prodotta da Sky UK, e At close range (Auf kurze Distanz), per la regia di P. Kadelbach e prodotto da Ufa Fiction.
Tanti anche i ruoli per il grande schermo: nel 1998 è nel cast di La via degli angeli di Pupi Avati e nel 1999 nella serie Caro domani di Mariantonia Avati. Nel 2000 è la volta di Ribelli per caso di Vincenzo Terracciano, nel 2006 di Lascia perdere, Johnny! di Fabrizio Bentivoglio, nel 2007 partecipa a Gomorra di Matteo Garrone e nel 2008 è nel cast di Fortapàsc di Marco Risi. Nel 2015 prende parte a Inferno, regia di Ron Howard. Nel 2016 è protagonista insieme a Francesca Neri del film Senza fiato, regia di Raffaele Verzillo. Nel 2017 è protagonista insieme a Vinicio Marchioni del film Socialmente pericolosi, regia di Fabio Venditti. Nello stesso anno è protagonista insieme a Michele Riondino di Falchi di Toni D'Angelo e Una famiglia di Sebastiano Riso.
Tra il 2018 e il 2019 lo troviamo nelle serie Rai Nero a metà e La porta rossa 2. Sempre nel 2019 è la voce intro di Camorra Entertainment, docu-inchiesta di Fanpage sul matrimonio tra il cantante neomelodico Tony Colombo e la vedova di camorra Tina Rispoli.

### Vita privata
Ha sposato con rito civile a Trieste il 21 luglio 2018, durante le riprese della serie televisiva La porta rossa 2, la photo editor Antonella Sava, con cui è legato dal 2015. La coppia ha due bambine, Delfina, nata a Roma il 23 agosto 2017 e Lea Maria Carla, nata a Roma il 18 dicembre 2021.

## Filmografia

### Cinema
- Ribelli per caso, regia di Vincenzo Terracciano (2003)
- Lascia perdere, Johnny!, regia di Fabrizio Bentivoglio (2007)
- Gomorra, regia di Matteo Garrone (2008)
- Fortapàsc, regia di Marco Risi (2009)
- Sodoma - L'altra faccia di Gomorra, regia di Vincenzo Pirozzi (2013)
- Il ministro, regia di Giorgio Amato (2016)
- Inferno, regia di Ron Howard (2016)
- Una famiglia, regia di Sebastiano Riso (2017)
- Socialmente pericolosi, regia di Fabio Venditti (2017)
- Falchi, regia di Toni D'Angelo (2017)
- Addio fottuti musi verdi, regia di Francesco Capaldo (2017)
- Be Kind - Un viaggio gentile all'interno della diversità, regia di Sabrina Paravicini e Nino Monteleone (2019)
- I liviatani: cattive attitudini, regia di Riccardo Papa (2020)
- American Night, regia di Alessio Della Valle (2021)
- Bastardi a mano armata, regia di Gabriele Albanesi (2021)
- Dietro la notte, regia di Daniele Falleri (2021)
- Il giudizio, regia di Gianluca Mattei e Mario Sanzullo (2021)
- Lamborghini, regia di Bobby Moresco (2022)
- The Palace, regia di Roman Polański (2023)
- Una commedia pericolosa, regia di Alessandro Pondi (2023)
- Acht Tage Im August, regia di Samuel Perriard (2023)
- Vangelo secondo Maria, regia di Paolo Zucca (2023)
- Nella tana dei lupi 2 - Pantera (Den of Thieves 2: Pantera), regia di Christian Gudegast (2025)
- Eyes everywhere, regia di Simona Calo (2025)

### Televisione
- Un posto al sole – soap opera, 1 puntata (1997)
- Caro domani – serie TV (1999)
- Il furto del tesoro, regia di Alberto Sironi – miniserie TV (2000)
- La squadra – serie TV, 1 episodio (2002)
- Mogli a pezzi, regia di Vincenzo Terracciano e Alessandro Benvenuti – miniserie TV (2008)
- Distretto di Polizia  – serie TV, episodi 9x18-10x18-11x20 (2009-2011)
- R.I.S. Roma - Delitti imperfetti – serie TV, episodio 1x13 (2010)
- La mia casa è piena di specchi, regia di Vittorio Sindoni – miniserie TV (2010)
- Un caso di coscienza 5 – serie TV, 1 puntata (2013)
- Il clan dei camorristi, regia di Alessandro Angelini e Alexis Sweet – miniserie TV, 1 episodio (2013)
- Gomorra - La serie – serie TV, 25 episodi (2014-2016)
- Il candidato - Zucca presidente – serie TV (2015)
- Hannibal – serie TV, episodi 3x02-3x03-3x05-3x06 (2015)
- I Medici (Medici: Masters of Florence) – serie TV, episodi: 1x01-1x04-1x07 (2016)
- Britannia – serie TV, 2 episodi (2018)
- Romolo + Giuly: La guerra mondiale italiana – serie TV (2018)[7]
- Nero a metà – serie TV, 26 episodi (2018-2022)
- La porta rossa 2 – serie TV (2019)
- Fino all'ultimo battito – serie TV (2021)
- Una storia chiamata Gomorra - La serie, regia di Marco Pianigiani – docuserie (2021)
- Maria Corleone – serie TV (2023-2025)
- Marconi - L'uomo che ha connesso il mondo, regia di Lucio Pellegrini – miniserie TV, episodi 1-3-4 (2024)
- Mascaria, regia di Isabella Leoni - film TV (2024)
- Gomorra - La serie: 10 anni dopo, regia di Max De Carolis - documentario (2024)
- Sempre al tuo fianco – serie TV (2024)
- Nudes 2 – serie TV (2024)

### Cortometraggi / Documentari
- Happy Birthday, regia di Lorenzo Giovenga (2019)
- Sissy, regia di Veitan Pitigiliani (2022)

## Opere
- Se vuoi vivere felice, Torino, Einaudi, 2018, ISBN 9788806237752.